# Lescouët-Jugon
Ne doit pas être confondu avec Lescouët-Gouarec.
Lescouët-Jugon [lɛskwɛt ʒygɔ̃] est une ancienne commune française du département des Côtes-d'Armor en région Bretagne. Elle est aujourd'hui rattachée à Jugon-les-Lacs.

## Géographie

### Évolution du territoire
De 1793 au 1er avril 1973, les communes de Jugon, Lescouët-Jugon, Saint-Igneuc et Dolo sont autonomes. Le 1er avril 1973, Jugon-les-Lacs est créée par regroupement des communes de Jugon,  Lescouët-Jugon (22125) et Saint-Igneuc (22301), sous le régime juridique de la fusion-association défini par la loi du 16 juillet 1971. Le 1er janvier 2016, Jugon-les-Lacs - Commune nouvelle est créée en lieu et place des communes de Jugon-les-Lacs (22084) et de Dolo (22051), sous le régime juridique de la commune nouvelle (application de l'article 21 de la loi du 16 décembre 2010),. À partir du 1er janvier 2024, Jugon-les-Lacs - Commune nouvelle est renommée en Jugon-les-Lacs.
Avec l'absorption de Dolo, la superficie de Jugon-les-Lacs passe de 26,15 km2 à 38,03 km2.

## Histoire

### LeXXesiècle

#### Les guerres duXXesiècle
Le monument aux Morts porte les noms de 33 soldats morts pour la Patrie :
- 30 sont morts durant la Première Guerre mondiale.
- 3 sont morts durant la Seconde Guerre mondiale.

#### La Période contemporaine
Le 1er avril 1973, la commune de Lescouët-Jugon est rattachée à celle de Jugon qui devient Jugon-les-Lacs.

## Démographie
| 1793 | 1800 | 1806 | 1821 | 1831 | 1836 | 1841 | 1846 | 1851 |
| ---- | ---- | ---- | ---- | ---- | ---- | ---- | ---- | ---- |
| 708  | 609  | 639  | 733  | 834  | 801  | 805  | 801  | 829  |

| 1911 | 1921 | 1926 | 1931 | 1936 | 1946 | 1954 | 1962 | 1968 |
| ---- | ---- | ---- | ---- | ---- | ---- | ---- | ---- | ---- |
| 740  | 675  | 628  | 614  | 610  | 609  | 607  | 578  | 522  |

## Politique et administration

### Liste des maires
| Période                                  | Période | Identité          | Étiquette | Qualité |
| ---------------------------------------- | ------- | ----------------- | --------- | ------- |
| Les données manquantes sont à compléter. |         |                   |           |         |
| 1953                                     | 1973    | Francis Leboucher |           |         |

## Lieux et monuments
- Église Saint-Malo, construite en 1822-1823 (l'ancienne église est détruite en 1791) ; sacristie ajoutée en 1875
- Cimetière de l'église
- Monument aux morts

## Personnalités liées à la commune
- Émile Poilvé (1903-1962), lutteur